# Masaż

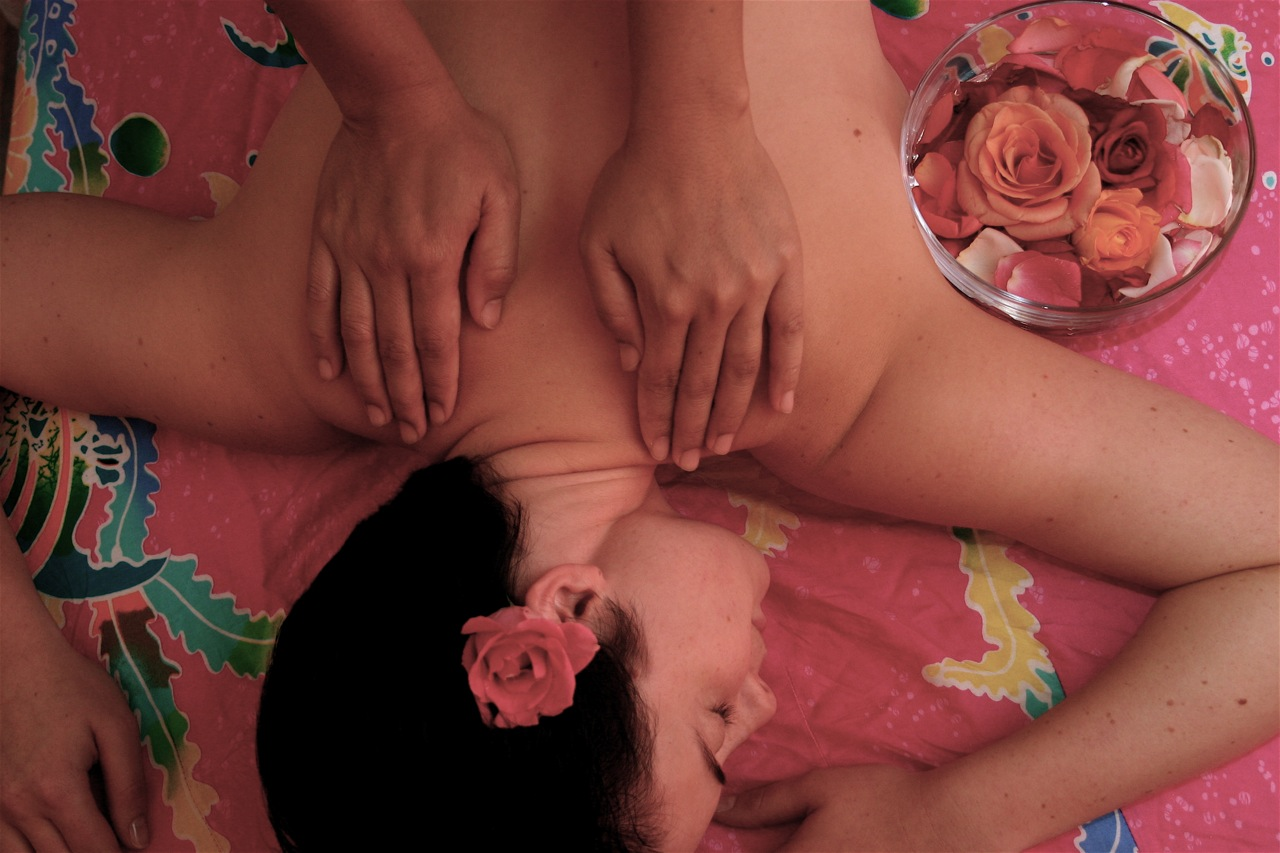
Masaż

Masaż – zabieg kosmetyczny, sportowy, leczniczy, relaksacyjny oraz medycyny estetycznej polegający na sprężystym (nieplastycznym) odkształcaniu tkanek. Masaż to zespół ruchów wywierających ucisk na tkanki i polega on na wykorzystaniu przez masażystę określonych ruchów w określonym tempie i z odpowiednią siłą zgodnie z przebiegiem mięśni, tkanek, naczyń krwionośnych i limfatycznych, od ich obwodu do serca.
Masaż może mieć cele lecznicze, relaksacyjne, przeciwobrzękowe lub przygotowywać mięśnie do wysiłku.

## Rodzaje masażu
Spośród rodzajów masaży wyróżnia się m.in.:
- abhyanga
- ajurwedyjski (ajurweda)
- balijski
- erotyczny
- gorącymi kamieniami
- gorącymi stemplami jambira pinda sweda
- hawajski lomi lomi nui
- indonezyjski
- izometryczny
- kobido
- klasyczny
- łącznotkankowy
- ma-uri
- manualny drenaż limfatyczny
- natryskowy
- okostnowy
- orientalny
- osteopatyczny
- padanghata
- PeLoHa
- podciśnieniowy
- podwodny
- pneumatyczny
- poprzeczny
- proszkowo-olejowy udvartana
- punktowy (akupresura)
- segmentarny
- sensoryczny
- shantal'a
- shiatsu i clinical shiatsu
- shirodhara
- sportowy
- centryfugalny (stawowy)
- suchy
- synkardialny
- tajski nuad phaen boran
- tantryczny
- tkanek głębokich
- trigger point - nie związany z punktami akupresury
- wibracyjny
- wirowy

### Masaż klasyczny
Zgodnie z przyjętą w Polsce nomenklaturą technikami masażu klasycznego są:
- Technika głaskania
- Technika rozcierania
- Technika ugniatania
- Technika ucisków
- Technika oklepywania
- Technika wibracji
- Technika roztrząsania
- Technika wałkowania

Kolejność podanych powyżej technik jest również kolejnością ich stosowania podczas zabiegu. Zachowanie powyższej kolejności daje gwarancję zachowania dwóch podstawowych zasad masażu: stopniowego zwiększania siły bodźca oraz zasady warstwowości polegającej na przechodzeniu od technik działających powierzchniowo na tkanki na początku zabiegu, do technik oddziałujących na tkanki położone głębiej, pod jego koniec.

### Przeciwwskazania do masażu
Najważniejszymi przeciwwskazaniami do wykonania zabiegu masażu są:
- gorączka i wszystkie stany ostre,
- choroby skóry, przerwania jej ciągłości, pęcherze,
- zapalenie żył,
- niewyrównane nadciśnienie tętnicze,
- menstruacja,
- choroba nowotworowa,
- tętniaki, skłonności do krwawień,
- osteoporoza i łamliwość kości,
- choroba wrzodowa z krwawieniami[1]

## Historia masażu
Historia masażu wywodzi się ze starożytności, kiedy to był on uzupełnieniem obrzędów religijnych, a z czasem części oddziaływań medycyny ludowej. Zapoczątkowany w Indiach i Chinach, stanowił naturalną metodę leczniczą. Już Hipokrates, a potem Celsus i Galena wskazywali na wykorzystanie masażu w poszczególnych jednostkach chorobowych. W Starożytnej Grecji masowano sportowców przed zawodami, aby natłuścić ich ciała oliwką. Ponieważ w Średniowieczu nastąpił zastój nauk medycznych, również i masaż przestał być powszechnie stosowany.
W XVI wieku techniką masażu zajął się francuski lekarz Ambroży Paré. W wyniku badań nad fizjologią masażu oraz w oparciu o obserwację pozytywnych skutków masażu u chorych po operacjach, w swojej pracy naukowej ogłosił on masaż jako oficjalną metodę leczenia. 
Tym samym problemem zajmował się w XVII wieku lekarz Friedrich Hoffman (1600–1672). Opierając się na własnych badaniach i obserwacjach opracował program stosowania masażu w licznych przypadkach chorobowych. 
W XIX wieku największy wkład w rozwój masażu leczniczego włożył szwedzki lekarz Per Henrik Ling (1776–1839). Został on współautorem „szwedzkiej gimnastyki”, w zakres której wchodził masaż leczniczy. Zasady masażu ze wskazaniami i przeciwwskazaniami do jego wykonywania określił holenderski lekarz Johan Mezger (1839–1909). Powołał on do życia prawdziwą szkołę masażu klasycznego i uważany jest za autora „masażu naukowego”. 
Istotny wpływ na rozpowszechnianie masażu miała również polska myśl naukowa. Dzięki publikacjom naukowym lekarza Izydora Zabłudowskiego masaż był traktowany na równi z innymi działami wiedzy medycznej. 
Wraz z rozwojem fizjologii i neurofizjologii powstawały nowe metody masażu: segmentarny, limfatyczny, łącznotkankowy i okostnowy.